# Alfred Gustafsson
Alfred Gustafsson, född 28 juli 1867 i Ny socken i Värmland, död 5 februari 1940 i Arvika, var en svensk formmakare, som var verksam med glasformgivning på Iittala glasbruk i Finland.
Alfred Gustafsson var son till en torpare i  Ny socken utanför Arvika. Troligen arbetade han på ett gjuteri i Arvika, varifrån Eda glasbruk beställde pressglasformar. År 1892 reste han till Finland och var formmästare på Iittala glasbruk 1894–1923, Han formgav där från 1903 serien "Storman"  (Suurmies) i pressglas, som var Iittalas första egna formgivning. Dessa var avsedda att stärka den finska nationalkänslan när ryssarna stärkte maktgreppet om Storfurstendömet Finland. Han arbetade också på Köklax glasbruk i Esbo, innan han 1925 återvände till Arvika. Där han arbetade som metallarbetare.
Eda glasmuseum ägnade honom en utställning 2015. Gustafsson är även representerad vid Helsingfors stadsmuseum.

## Urval av glas i serienStorman
- Elias Lönnrot 1903
- Johan Ludvig  Runeberg 1904
- Johan Vilhelm Snellman 1908
- Georg Carl von Döbeln 1913
- Ivar Edvard Wilskman 1914 (sålda genom gymnastik- och idrottssällskapen)
- Carl Gustav Mannerheim 1920